# Proschizorhynchus gullmarensis
Proschizorhynchus gullmarensis är en plattmaskart som beskrevs av Tor Karling 1950. Proschizorhynchus gullmarensis ingår i släktet Proschizorhynchus, och familjen Schizorhynchidae. Arten är reproducerande i Sverige.